# Elisabeth Persson (curlingspelare)
Elisabeth Persson, född 21 februari 1964 i Umeå, är en svensk curlare, som blev olympisk bronsmedaljör i Nagano 1998. Persson deltog även i  olympiska vinterspelen 2002 i Salt Lake City, där det svenska laget kom på en sjätteplats.